# Прохоренко, Жанна Трофимовна
Жа́нна (Жаннета) Трофи́мовна Прохоре́нко (11 мая 1940, Полтава — 1 августа 2011, Москва) — советская и российская актриса театра и кино. Народная артистка РСФСР (1988).

## Биография
Жанна Прохоренко родилась 11 мая 1940 года в Полтаве. Настоящее имя — Жаннета. Отец родом из Витебска. После переезда семьи в Ленинград первые уроки актёрского мастерства получила в Ленинградском городском дворце пионеров им. Жданова.
В 1964 году окончила Всесоюзный государственный институт кинематографии (мастера С. А. Герасимов и Т. Ф. Макарова). Её сокурсниками были Галина Польских, Лидия Федосеева-Шукшина, Лариса Лужина. Жанна Прохоренко одной из первых из этой звёздной компании стала знаменита, так как ещё студенткой дебютировала в одной из лучших картин о Великой Отечественной войне — «Баллада о солдате» Григория Чухрая. Огромный зрительский успех имел и фильм Юлия Райзмана «А если это любовь?», где Жанна сыграла роль старшеклассницы Ксении.
Актриса Театра-студии киноактёра.
Жанна Прохоренко скончалась в Москве 1 августа 2011 года после тяжёлой и продолжительной болезни. Актрису похоронили 4 августа на Хованском кладбище в Москве.

## Семья и личная жизнь
Муж — Евгений Васильев (1927—2007), кинорежиссёр. Дочь — Екатерина Васильева (род. 1961), актриса. Внучки — Марьяна Спивак (род. 1985), актриса, и Ксения Малышева.
Фактический брак — Артур Макаров (1931—1995), писатель, сценарист и актёр.

## Признание и награды
- Орден «Знак Почёта»[9]
- Медаль «За трудовую доблесть»[9]
- Заслуженная артистка РСФСР (1969)
- Народная артистка РСФСР (1988)
- Приз Всероссийского кинофестиваля «Литература и кино» в Гатчине (2005)

## Фильмография
- 1959 — Баллада о солдате — Шура

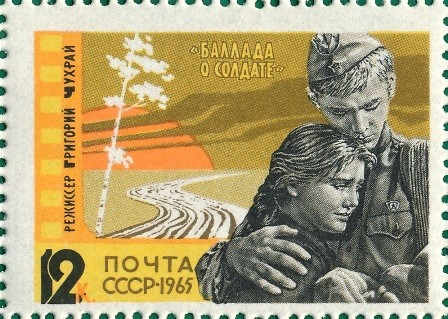
Почтовая марка СССР, 1965 год. Советское киноискусство. Кадр из к/ф «Баллада о солдате».

- 1961 — А если это любовь? — Ксения Завьялова
- 1962 — Венский лес — Катя
- 1964 — Женитьба Бальзаминова — Капочка Ничкина
- 1964 — Непридуманная история — Варя Левчукова, сварщица-монтажница
- 1964 — Они шли на Восток (СССР, Италия) — Катя
- 1964 — Палата — Медсестра
- 1964 — Первый снег — Марьяна
- 1964 — Поезд милосердия — Лена Огородникова
- 1965 — Двадцать лет спустя — Дуня
- 1965 — Иду на грозу — Лена
- 1966 — Дядюшкин сон — Зинаида Афанасьевна Москалёва, дочь Марии Александровны
- 1966 — Прощай — Люба
- 1967 — Происшествие, которого никто не заметил — Настя
- 1968 — Любовь Серафима Фролова — Мария, беженка из Белоруссии
- 1968 — Один шанс из тысячи — Нина
- 1971 — Антрацит — Клава Миронова, жена Николая
- 1971 — Если ты мужчина… — Анна Петровна
- 1971 — Смертный враг — Анна Сергеевна Ящурова
- 1972 — Точка, точка, запятая… — Учительница
- 1973 — Сибирский дед — Настя
- 1973 — Дверь без замка — Даша Сычёва, жена капитана
- 1973 — Калина красная — следователь
- 1973 — Наковальня или молот (Болгария, ГДР, СССР) — Люба
- 1973 — Озорные частушки (короткометражный)
- 1973 — Открытие (Рукопись академика Юрышева) — Анка
- 1975 — Соколово (Чехословакия. СССР) — сестра хозяйки дома
- 1975 — От зари до зари — Надежда Рожнова, старшая дочь Фёдора
- 1975 — Полковник в отставке — врач Марина Даниловна
- 1975 — Страх высоты — Ирина Тихомирова
- 1977 — Золотая мина —  Лидия Леонидовна Брунова
- 1977 — Приезжая — сельская учительница Мария Владимировна Нестерова
- 1978 — Близкая даль — Анна Владимировна Тальникова, директор совхоза (роль получила Специальный приз ВКФ—1979 в Ашхабаде)
- 1978 — На новом месте — Анна
- 1980 — Лялька-Руслан и его друг Санька — тётя Лида, мать Вити
- 1980 — Ты должен жить — сержант Маруся
- 1980 — Шальная пуля — Мария Черникова
- 1980 — Коней на переправе не меняют — жена парторга Малышева
- 1981 — Они были актёрами — Озерова, связная подпольного горкома партии
- 1982 — Мы жили по соседству — Дарья Лукьянова, мама Нади, соседка Николая
- 1983 — Петля — Анна Сергеевна Мухина, жена «Слона»
- 1984 — Две версии одного столкновения — Екатерина Кравченко, советский эксперт
- 1984 — ТАСС уполномочен заявить — Парамонова
- 1984 — Колье Шарлотты — дежурная в гостинице
- 1987 — Уполномочен революцией — Фомичёва
- 1989 — Вход в лабиринт (киновариант телефильма «Сети рэкета») — Анна Позднякова
- 1990 — Подземелье ведьм — доктор Ингрид
- 1990 — Нет чужой земли — Елена, сестра Николая и Михаила Бестужевых
- 1992 — Фиктивный брак — врач (Украина)
- 1998 — Улицы разбитых фонарей—1. 17 серия. Инферно — подруга Анны Сергеевны
- 2002 — Дронго — киоскёрша
- 2003 — Близнецы — Дарья
- 2004 — Место под солнцем — мать Глеба
- 2007 — Смерш — мать Михася
- 2010 — Рысь — бабка

## Память
- Документальный фильм «Жанна Прохоренко. „Оставляю вам свою любовь…“» (Первый канал российского телевидения, 2015)

## Фотоиздание
- Жанна Прохоренко: 10 открыток / Ред. М. Нейман — М.: Бюро пропаганды советского киноискусства, 1981. — (Актеры советского кино). — 10 фотографических портретов.